# Нокс (округ, Огайо)
Шаблон:StateAbbr_ 40°23′00″ пн. ш. 82°28′00″ зх. д. / 40.383333333333° пн. ш. 82.466666666667° зх. д.
Округ  Нокс (англ. Knox County) — округ (графство) у штаті  Огайо, США. Ідентифікатор округу 39083.

## Історія
Округ Нокс був сформований з округу Феєрфілд в 1808 році.

## Демографія
За даними перепису 
2000 року 
загальне населення округу становило 54500 осіб, зокрема міського населення було 22534, а сільського — 31966.
Серед мешканців округу чоловіків було 26514, а жінок — 27986. В окрузі було 19975 домогосподарств, 14364 родин, які мешкали в 21793 будинках.
Середній розмір родини становив 3,03.
Віковий розподіл населення поданий у таблиці:
| Стать    | До 15 років | 15-21 | 22-29 | 30-39 | 40-49 | 50-65 | 65-85 | Понад 85 |
| -------- | ----------- | ----- | ----- | ----- | ----- | ----- | ----- | -------- |
| Чоловіки | 5758        | 3374  | 2364  | 3594  | 4121  | 4255  | 2789  | 259      |
| Жінки    | 5347        | 3545  | 2416  | 3696  | 4141  | 4374  | 3826  | 641      |

## Суміжні округи
- Ричленд — північ
- Ешленд — північний схід
- Голмс — північний схід
- Кошоктон — схід
- Лікінґ — південь
- Делавер — південний захід
- Морроу — північний захід

## Виноски
1. ↑  Miller, Charles Christian (1912). History of Fairfield County, Ohio, and representative citizens. Chicago: Richmond-Arnold Publishing Company. с. 82.
2. ↑  U.S. Decennial Census. United States Census Bureau. Архів оригіналу за 26 квітня 2015. Процитовано 8 лютого 2015.
3. ↑  Historical Census Browser. University of Virginia Library. Архів оригіналу за 11 серпня 2012. Процитовано 8 лютого 2015.
4. ↑  Forstall, Richard L., ред. (27 березня 1995). Population of Counties by Decennial Census: 1900 to 1990. United States Census Bureau. Процитовано 8 лютого 2015.
5. ↑  Census 2000 PHC-T-4. Ranking Tables for Counties: 1990 and 2000 (PDF). United States Census Bureau. 2 квітня 2001. Процитовано 8 лютого 2015.
6. ↑  State & County QuickFacts. United States Census Bureau. Архів оригіналу за 6 червня 2011. Процитовано 8 лютого 2015.(англ.) Наведено за англійською вікіпедією.
7. ↑  American FactFinder. Бюро перепису населення США. Архів оригіналу за 26 лютого 2012. Процитовано 31 січня 2008.

| США | Це незавершена стаття з географії США. Ви можете допомогти проєкту, виправивши або дописавши її. |